# Idiotisme (malaltia)
Idiota és com s'havia anomenat al segle xix i primers anys del xx les persones considerades amb un quocient intel·lectual molt per sota de la mitjana. Es considera que el quocient entre l'edat cronològica i l'edat mental hauria de ser proper a la unitat, és a dir, que haurien de ser més o menys coincidents, però aquesta persona el tindria entre zero i 0,24, inferior a la d'un imbècil. Actualment aquest terme mèdic està obsolet.
Aquesta discapacitat psíquica extrema es detecta ja des d'una edat molt primerenca, es considera una malaltia incurable i amb símptomes difícilment contrarrestables, que poden incloure immobilitat, incapacitat per a parlar, manca de memòria i poca resposta a estímuls exteriors. La majoria de casos el malalt ho és de naixement, però també pot causar la malaltia un cop fort, per exemple en un accident, o per una absència d'oxigen al cervell.

## Etimologia
El mot català idiota prové del grec ἰδιώτης, idiōtēs, de ἴδιος, idios, que significa "privat", "un mateix". Va ser emprat a la Grècia de les polis per a designar persones egoistes, o que no participaven en la societat. Els metges la van reprendre segles després per a caracteritzar aquests malalts per què no tenen noció del món exterior a ells i gairebé no responen a cap estímul.

## Cultura popular
- L'Idiota és també un joc de cartes
- Amor idiota és una pel·lícula de Ventura Pons estrenada en 2004